# Tribe After Tribe
Tribe After Tribe (manchmal auch The Tribe) ist eine südafrikanische Rockband, die 1984 gegründet wurde und seitdem sechs Studioalben veröffentlicht hat.

## Geschichte
Die Band wurde 1984 von Gitarrist Robby Robb gegründet, der zuvor bei den Asylum Kids gespielt hatte. Das erste Album, Power, wurde zunächst lokal veröffentlicht, erschien aber später bei EMI. Nach der Veröffentlichung zog die Band nach Los Angeles, wo sie bis heute existiert. Das folgende selbstbetitelte Album erschien bei Atlantic Records, Love Under Will 1993 bei Megaforce Records. 2003 spielte die Band auf dem Rock Hard Festival.

## Stil
Die Band spielt Rock meist mittleren Tempos, der von Stilen wie Grunge, Alternative Rock, Funk und Weltmusik beeinflusst ist.

## Diskografie
- Power, 1985 (EMI)
- Tribe After Tribe, 1991 (Atlantic Records)
- Love Under Will, 1993 (Megaforce Records)
- Pearls Before Swine, 1997 (Intercord)
- Enchanted Entrance, 2002 (Noize Factor Records)
- M.O.A.B., 2008 (Rodeostar Records)
- Burg Herzberg Festival, 2010 (Live)